# Cap Sizun
Das Cap Sizun ist eine extrem spitz zulaufende Landspitze in der Bretagne. Sie liegt bei 48° 03' nördlicher Breite und 04° 33' westlicher Länge und ragt ab Douarnenez circa 30 Kilometer in den Atlantischen Ozean hinein. Hier trennt sie den östlichsten Teil der Keltischen See von der Iroise-See im Norden und der sich im Süden anschließenden Biskaya. Die Crozon-Halbinsel mit der Rade de Brest ist von Cap Sizun durch die nördlich gelegene Bucht von Douarnenez getrennt, während sich im Süden die Bucht von Audierne anschließt.
Der spektakuläre westlichste Ausläufer von Cap Sizun ist Pointe du Raz, und obwohl diese Landspitze nicht den westlichsten Punkt des französischen Festlandes markiert – dies ist der Pointe de Corsen nördlich von Brest – so ist die steile Klippe des Pointe du Raz eine der charakteristischsten Landmale der bretonischen Küste. Nur wenige Kilometer nördlich und getrennt durch den Baie des Trépassés liegt mit dem Pointe du Van sein etwas weniger schroffes Gegenstück.
Cap Sizun bietet eine abwechslungsreiche Küstenlandschaft mit kilometerlangen Sandstrände an der Südküste – vor allem in der Bucht von Audierne und schroffen Steilhängen an der Nordküste. Auf dem Kap liegen eine Reihe von Naturschutzgebieten und Vogelschutzreservaten.

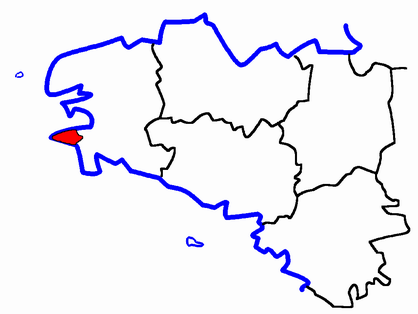
Cap Sizun

Das Cap Sizun ist der westlichste Teilbereich der historischen Landschaft der Cornouaille. Es gehört heute zum Département Finistère. Zu den größeren Ortschaften des Kaps zählen Pont-Croix, Audierne, Plouhinec, Confort-Meilars, Mahalon, Esquibien, Beuzec-Cap-Sizun, Goulien, Cléden-Cap-Sizun, Primelin, Plogoff und der Île de Sein.